# N (kana)
N (romanização do hiragana ん ou katakana ン) é um dos kana japoneses que representam um mora. No sistema moderno da ordem alfabética japonesa (Gojūon), ele ocupa a última posição do alfabeto, precedido pelo Wo.
Este kana é original em diversos aspectos; ele nunca pode começar uma palavra e é seguido por uma apóstrofe sempre que precede uma vogal ou um kana y- (ya, yu, yo), para impedir a confusão com o outro kana. Mas como os outros kanas, representa uma sílaba inteira - e assim sua pronunciação é, na prática, próximo do 'nn' ou 'n'. E ao preceder kanas que começar com "M," "B," ou "P," este kana pode ter um som de "M".
| Forma         | Romaji | Hiragana  | Katakana  |
| ------------- | ------ | --------- | --------- |
| Normal n (ん) | n      | ん        | ン        |
| Normal n (ん) | nn nh  | んん んー | ンン ンー |

## Formas alternativas
No Braile japonês, ん ou ン são representados como:
| － | － |
| － | ●  |
| ●  | ●  |

O Código Morse para ん ou ン é: ・－・－・

## Traços

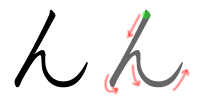
Sequência de traços para escrita do ん

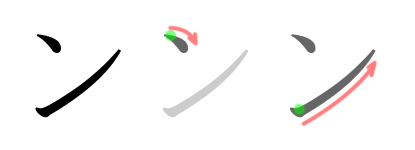
Sequência de traços para escrita do ン